# Dominique Brunard
Pour les articles homonymes, voir Brunard.
 Dominique Joseph Brunard, né à Bruxelles, le 9 septembre 1844 et décédé à Baisy-Thy le 14 septembre 1897, est un homme politique belge francophone libéral.

## Biographie
Dominique Brunard est un industriel[évasif] qui fut échevin, puis bourgmestre de Baisy-Thy[Quand ?], membre du parlement,, et conseiller provincial de la province de Brabant.